# Sneblind
|  | Denne artikel er oprettet af botten PalnaBot ud fra en ekstern database. Den kan derfor have sproglige fejl eller mangler. Denne skabelon kan fjernes efter kontrol af indholdet. |

Sneblind er en kortfilm instrueret af Thomas Vinterberg efter manuskript af Aslak Lytthans.

## Handling
Filmen handler om en ung biografpiccolos flugt fra virkeligheden. Misbrug af speed og sammenstødet mellem billedmedierne og virkeligheden omkring ham udløser et dramatisk opgør.